# IWeb
iWeb是一套所見即所得（WYSIWYG）的網站製作工具軟體，由蘋果電腦公司推出。在2006年1月10日於加州舊金山舉行的「Macworld Conference & Expo」上正式推出。iWeb是「iLife '06」創意套裝軟體的一部份，該軟體也在同一天推出。iWeb能建立網站和部落格，並且將成品發佈至.Mac或其他的網路空間上。但现已停止开发，从OS X Lion中去除。

## 概觀和特色
iWeb是一套能建立網站和部落格的工具軟體。使用者不需要了解網頁程式語言，就能夠使用本軟體製作出自己的網站。
iWeb的特色功能包括：
- 蘋果電腦公司設計的範本主題
- 簡單且具有調整彈性的網頁設計功能
- iLife 媒體瀏覽器
- 能以拖曳的方式置放媒體檔案
- 能撰寫部落格
- 可放置Podcast
- 僅需按一次滑鼠鍵就能將網站發佈至.Mac空間。（不是.Mac用戶的使用者可以將網站匯出至檔案夾，再將資料夾上傳至任何網路空間）

iWeb目前還是第一個版本，這也代表著它的功能有所限制，並且可能有未解決軟體錯誤。部份限制包括：
- 每一頁網頁的檔案都是單獨存放在各自的檔案夾中，沒有可以共用的檔案，無法有效節省磁碟空間
- .Mac以外的網頁不支援密碼保護
- 數量有限的範本主題，創建新範本主題並不容易

## 外部連結
- 官方介紹網站：台灣 - 中國（页面存档备份，存于） - 香港英文